# ブルックリン・マンハッタン・トランジット

ニューヨークの路面電車網

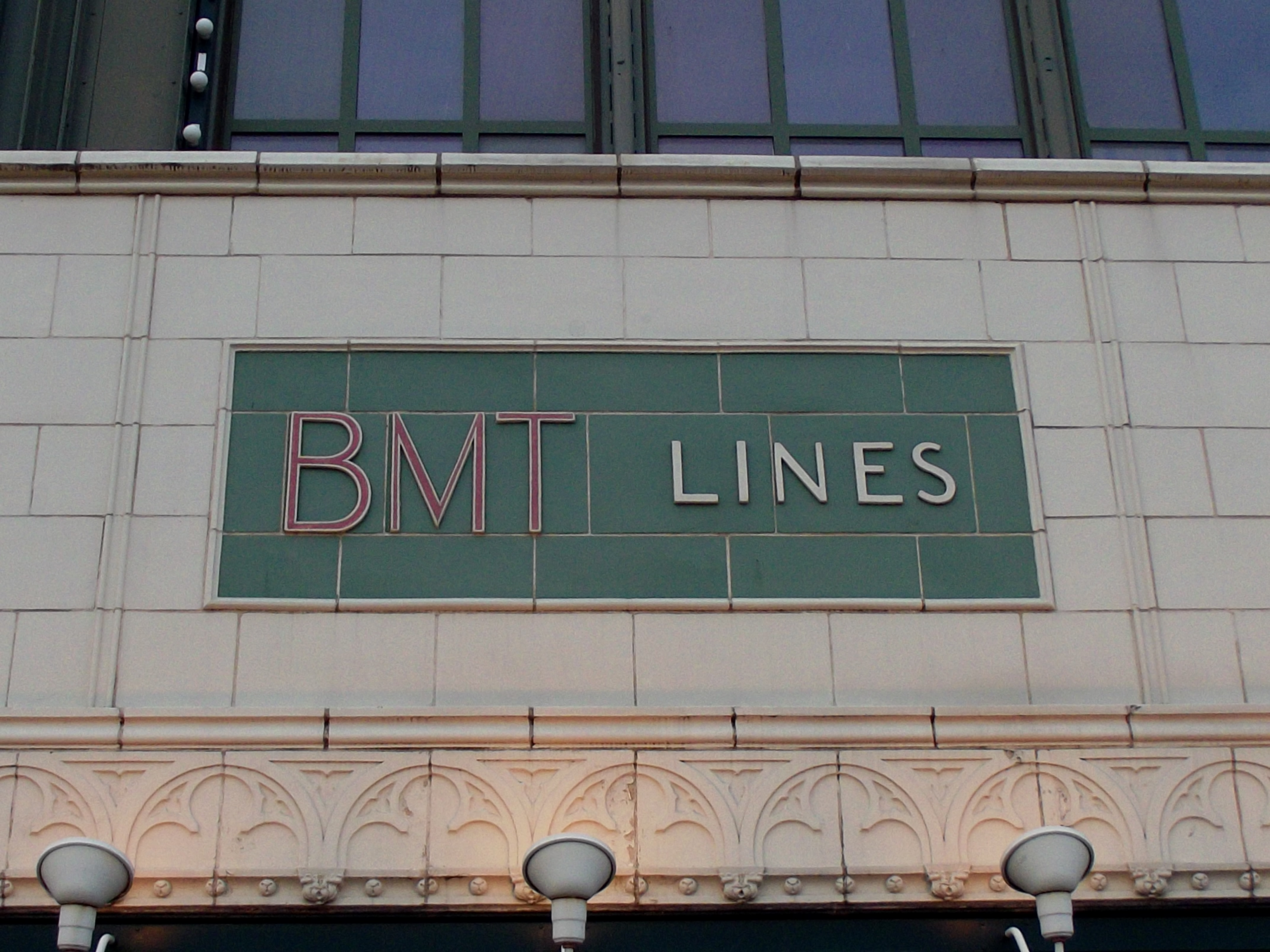
コニー・アイランド駅入口

ブルックリン・マンハッタン・トランジット（英語: Brooklyn–Manhattan Transit Corporation、略称BMT）は、1923年に設立され、アメリカ合衆国のニューヨーク・ブルックリン区に本拠を置いていた、都市鉄道の会社である。BMTの鉄道網は、1940年にニューヨーク市に売却された。現在では、インディペンデント・サブウェイ・システム (IND) の鉄道網とともに、ニューヨーク市地下鉄のBディビジョンとなっている。当時のBMTの路線網は現在ではJ・Z系統、L系統、M系統、N系統、Q系統およびR系統、そしてフランクリン・アベニュー・シャトル、さらにBMTのブルックリンにおける線路にINDが運行するB系統、D系統、F系統、そしてクイーンズにおけるA系統の短い区間などになっている。M系統の列車はウィリアムズバーグ橋を渡ったのち、クリスティー・ストリート連絡線を通じてINDの線路に乗り入れ、またR系統の列車は60丁目トンネル連絡線を通じてINDの線路に乗り入れている。Z系統の列車はJ系統のラッシュ時の混雑方向の輸送を補完する。

## 歴史

### BMTの運営時代
ブルックリン・マンハッタン・トランジット (BMT) は、前身の会社であるブルックリン・ラピッド・トランジット (BRT) が経営破綻したことを受けて、1923年にその資産を引き継いだ。BRTと同様に、BMTはブルックリン区における大部分の都市鉄道と路面電車網を運営する子会社を持ち、クイーンズ区やマンハッタンにも路線が伸びていた。こうした子会社の1つであるニューヨーク・ラピッド・トランジットは、高架鉄道や地下鉄を運営していた。
1923年に会社の経営者であったジェラード・メルヴィン・ダール (Gerhard Melvin Dahl) は、会社の直面している問題を説明するために、「交通の真実」(Transit Truths) という文書を発行した。その中で、会社は「ジョン・フランシス・ハイランからひどい、個人的で不公平な反対に遭った」とダールは不満を述べていた。ハイラン市長に宛てた別の手紙の中で彼は、「7年に渡り、あなたはこの町の人々をミスリードし、だましてきた。7年に渡り、交通の状況を救う努力をあなたは妨げてきた。あなたこそが、そしてあなただけが、現在の交通全体の酷い状況に責任がある。あなたは交通の問題を政界での出世の手段としてきた」と述べていた。
BMTは、すべての地下鉄と高架鉄道を市が所有し運営することを望んだフィオレロ・ラガーディア市長率いる市政から、鉄道を市に売却するように圧力を受けた。市は、この売却を強要する2つの強力な手段を用いた。
- BMTは、デュアル・コントラクト（英語版）の条項により、第一次世界大戦でインフレーションが進行する以前の1913年に定められた5セント以上の運賃を徴収できなかった。
- このデュアル・コントラクトに従って、市が参加して建設あるいは改良された路線群に対して、市は取り戻す権利を持っていた。これは、市がこの権利を強引に行使すれば、BMTの路線網はばらばらに寸断された状態となりかねず、さらにその多くの輸送において市と競争することになりかねない、という意味であった。

BMTは市に対して、1940年6月1日にすべての交通事業を売却した。

### その後
第二次世界大戦後、市が建設したINDはかつてのBMTの一部を引き継いだ。1954年にD系統の列車がそれまでの終点であったチャーチ・アベニュー駅から、旧BMTカルバー線のディトマス・アベニュー駅まで新しく建設された連絡線を通じて延長された。1954年から、残りの3か所のBMTカルバー線の駅は、9番街とディトマス・アベニューの間でカルバーシャトルとして運行されるようになった。この系統は予算削減のために1975年に廃止され、後に取り壊された。
INDクイーンズ・ブールバード線とBMTブロードウェイ線を結ぶ60丁目トンネル連絡線は、1955年12月に開通した。この新しい路線は、以前はBMTアストリア線へ走っていたBMTブライトン線の各駅停車が、GG系統の各駅停車とフォレスト・ヒルズへの運行で使うようになった。1956年8月には、INDフルトン・ストリート線（A系統）がブルックリンで延長され、クイーンズの80丁目でかつてのBMTフルトン・ストリート線を改築した区間と接続された。BMTフルトン・ストリート線の高架鉄道のうち、80丁目より西側をロッカウェイ・アベニューまで走っていた区間は、取り壊された。
1950年代末から1960年代初めにかけては、この時代では最大のプロジェクトとなるクリスティー・ストリート連絡線とIND6番街線の急行線の建設があった。このプロジェクトにより、IND6番街線がマンハッタンからウィリアムズバーグ橋を通るBMTの路線と連絡した。急行運転はマンハッタン橋に直接つながり、各駅停車は既存のラトガース・ストリート・トンネルとウィリアムズバーグ橋のどちらかを使う。どちらの連絡線も1967年11月に開通し、ニューヨークシティ・トランジット・オーソリティの歴史上もっとも大規模な列車系統の変更となった。この結果、BMTウェスト・エンド線とBMTブライトン線は、どちらもIND側の列車のみによる運行となった。
1967年から1976年まで、クリスティー・ストリート連絡線からウィリアムズバーグ橋を通ってBMTジャマイカ線へと直通する一部のIND6番街線の列車は、KK系統と呼ばれており、後にK系統と呼ばれるようになった。この運行は予算削減のために1976年に廃止となった。
1988年にはアーチャー・アベニュー線が開通し、それまでのBMTジャマイカ線の東端であったところにつながった。これにより、サットフィン・ブールバード-アーチャー・アベニュー-JFKエアポート駅とジャマイカ・センター-パーソンズ/アーチャー駅が追加された。
2010年6月には、さらなる予算削減の結果として、クリスティー・ストリート連絡線ナッソー・ストリート方面での営業運行が再開された。同区間は平日のみM系統が走行する。

## 運行
BMTは、地下鉄と高架鉄道からなる都市鉄道をニューヨーク高速交通を通じて、そして路面電車とバスをブルックリン・アンド・クイーンズ交通を通じて運営していた。
BMTは都市交通事業における全国的なリーダーであり、先進的な都市鉄道の提唱者であり、PCCカーなど先進的な路面電車の設計開発に参加し、その設計と進んだ部品は、その後何十年にもわたって世界中の鉄道車両に影響を与えた。また、連接車、軽量部品、先進的な制御システム、路面電車と共通の部品など、都市鉄道の先進技術の進歩にも努力した。
ニューヨークにおけるもう一方の民間地下鉄事業者であったインターボロー・ラピッド・トランジットと異なり、BMTは世界恐慌の時期を通じて破綻することなく運営を続け、末期にはわずかにはなっていたが、その事業の最後まで利益を計上し続けた。